# Paolo di Egina
Paolo di Egina (Egina, 625 ? – 690 ?) è stato un medico bizantino.

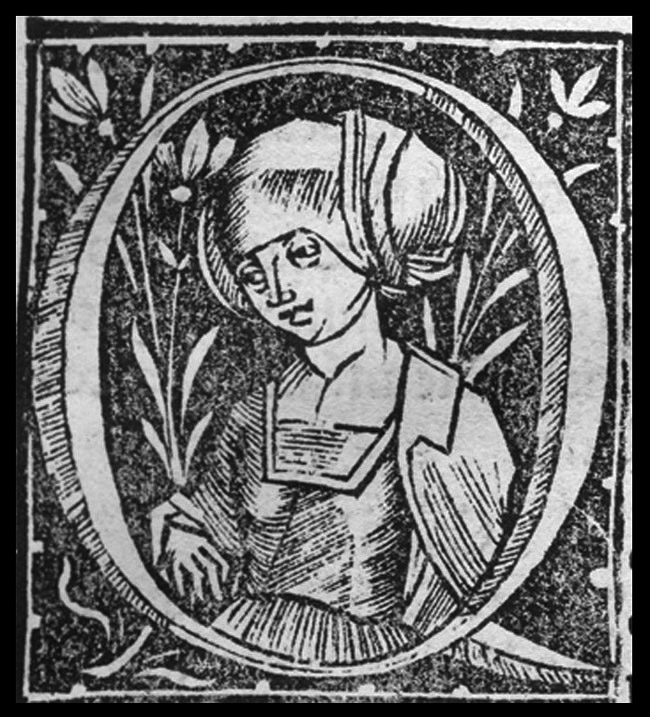
Capolettera da un'edizione cinquecentesca delle opere di Paolo di Egina

Egli rappresenta l'ultimo esponente di importanza della medicina greco-romana ed è da considerarsi come il “ponte” tra quest'ultima e la medicina medievale. Il primo medico di rilievo dopo l'eginate è stato Abulcasis, nato ben tre secoli dopo.

## Biografia
Paolo nasce in Egina, isoletta del Mar Egeo posta di fronte ad Atene, verosimilmente verso il 625. Pochi elementi ci restano per quanto riguarda la sua vita e, di questi, la maggior parte sono giunti a noi tramite scrittori postumi medievali. L'eginate è stato uno dei seguaci della scuola medica di Alessandria d'Egitto. Oribasio di Pergamo, Aezio di Amida, Alessandro di Tralles e Paolo di Egina, tutti seguaci della prestigiosa scuola alessandrina, sono oggi considerati i medici più eminenti dell'epoca bizantina. Per approfondire i suoi studi in campo medico è probabile che l'eginate abbia visitato i due centri culturali di quel periodo: Roma e Costantinopoli.
Nella città di Alessandria trascorre buona parte della sua vita e lì rimane anche dopo l'invasione islamica del 640, avvenuta per mano del generale arabo-islamico ʿAmr b. al-ʿĀṣ (latinizzato in Amru). Il medico bizantino continua a esercitare la professione anche sotto il nuovo regime. Gli Arabi riconoscono la sua abilità in ginecologia e ostetricia e ciò gli vale l'appellativo di “al-Tawalīd”, l'Ostetrico. In questo campo si ricorda per l'uso dello speculum bronzeo vaginale conico bivalve, le cui valve, una volta inserite, erano separate mediante un meccanismo a vite. Questo attrezzo, per quanto all'epoca fosse ancora rudimentale, è stato il predecessore di uno strumento indispensabile nella pratica comune ostetrica,, il forcipe. 

Paolo di Egina morì verso la fine del VII secolo.

## Opere
Paolo di Egina scrisse le seguenti opere:
- un trattato di medicina;
- un libro sulle malattie delle donne;
- un trattato sull'accudimento dei bambini (opera che non si è in grado di attribuirgli sicuramente.[6])

Il “Trattato di medicina” è l'unica opera scritta da Paolo di Egina che ci è giunta. Dall'analisi della sua opere ci si rende perfettamente conto del fatto che l'eginate fu soprattutto un compilatore che, con una esposizione concisa e ordinata delle informazioni tratte dai manuali dei maggiori "maestri dell'arte", riuscì a racchiudere in un libro dalle modeste dimensioni buona parte del sapere medico dell'epoca greco-romana.
(Paolo di Egina, prefazione del "De re medica")

## Il "Trattato di medicina"
(Paolo di Egina, prefazione del "De re medica")
L'opera contiene una trattazione di argomenti piuttosto vasti così suddivisi:
1. arte di conservare la salute;
2. trattato sulle febbri ( o delle malattie delle parti simili);
3. affezioni interne;
4. affezioni esterne;
5. piaghe, morsicature, veleni;
6. chirurgia;
7. medicamenti semplici e composti.

Gli argomenti trattati risultano estremamente sintetizzati, ma non per questo poco chiari. Gli Arabi, che apprezzano molto l'opera del medico bizantino e impiegano ben poco tempo a tradurla e diffonderla, modificano il titolo in Kunnāsh al-Thurayyā, ovvero "Taccuino delle Pleiadi." In una scritta trovata fra le pagine di un antico manoscritto in lingua greca è spiegato che il nome fu dato perché i libri sono:
Suo traduttore nel mondo arabo è Ḥunayn b. Isḥāq (latinizzato in Joannitius), medico cristiano di origine siriana, che la conclude intorno all'800. L'opera, eccetto il libro III, viene pure tradotta dal greco al latino, intorno al 900, probabilmente per mano dei monaci di Montecassino, che ancora oggi ne conservano una copia. Il manuale dell'eginate qui tradotto si diffonde presto in Italia e costituisce uno dei pilatri della futura scuola medica salernitana, crogiolo delle diverse conoscenze del periodo (secondo un racconto tradizionale riportato da Salvatore De Renzi, grande storico del suddetto istituto, la scuola fu fondata da 4 maestri: un greco, un ebreo, un arabo e un latino; per quanto inverosimile, questo racconto ci suggerisce le varie tradizioni mediche che vi confluirono e ne fecero la fortuna.) Il Manuale di Paolo di Egina giunge pure in Spagna, intorno alla seconda metà del X secolo, e viene lì utilizzato da parecchi medici e chirurghi di rilievo, tra cui Abū l-Qāsim al-Zahrāwī, detto nell'Occidente latino Abulcasis. Circola durante questo periodo pure un'altra traduzione latina dell'opera, stavolta con il nome di “De re medica”. Questa traduzione di una traduzione, come la chiama Briau, ad opera di uno sconosciuto, sembra non sia stata troppo fedele al testo originale ed abbia solo parzialmente riflesso il pensiero del Maestro. La diffusione definitiva dei testi dell'eginate avviene nel 1454. La conquista della città di Costantinopoli per mano dei Turchi obbliga parecchi dotti, tra cui medici e chirurghi, ad emigrare e a diffondere così il proprio sapere attorno alle aree del Mediterraneo. I 7 libri vengono per la prima volta stampati in greco da Aldo Manuzio a Venezia nel 1528, mentre la prima traduzione in lingua latina che viene mandata in stampa è di Giovanni Guinter, pubblicata a Parigi nel 1532 con il titolo di "Opus de Re Medica, nunc primum latinitate donatum". L'opera di Paolo di Egina è la sola che ci permetta di conoscere la storia della chirurgia da Celso fino all'epoca di Bisanzio.
Il corpus delle opere di Paolo di Egina è costituito da notizie molto importanti e osservazioni mediche che rimasero come guida per quasi mille anni. Fra tutti, il libro sulla chirurgia è quello che sicuramente riscosse più successo. Tra le tante caratteristiche del libro sesto, la classificazioni delle parti da trattare risulta sicuramente insolita e peculiare.
(Paolo di Egina, prefazione del libro sesto sulla chirurgia del "De re medica")

Fra le sue descrizioni figurano in maniera particolare: l'escissione con il coltello del cancro dell'utero; il taglio perineale mediante incisione lateralizzata a sinistra come via di accesso alla vescica; la litotomia della pietra vescicale; il cateterismo dell'uretra maschile e la riduzione dell'ernia inguinale sistematicamente associata alla castrazione. Quest'ultimo intervento, che consiste nel fissare il paziente su un letto di legno applicando una trazione dal lato cefalico ed una contro estensione dalla parte dei piedi, venne eseguito secondo la sua descrizione fino al XVII secolo. Particolarmente interessante risulta inoltre il capitolo dedicato all'estrazione delle frecce, uno degli argomenti più importante riguardo alla cosiddetta "Chirurgia di guerra" esposta dagli antichi. 
Esistono due maniere di estrarre le frecce dalle parti carnose: o estraendole o strapparle all’indietro, o spingerle in avanti. In quelli che hanno una freccia infissa superficialmente, la si estrae per strappo. La stessa cosa è per quelle che sono fissate profondamente, nel caso in cui il taglio delle parti molli esporrebbe il ferito al pericolo di una emorragia. Si estraggono, spingendole, le frecce che sono fissate profondamente, quando le parti opposte sono poco spesse, o quando non vi sono ne ossa ne altra cosa simile che impedisca il taglio.
Se la freccia si è affondata sino al lato opposto, e non si può estrarre dalla ferita d’entrata, tagliamo le parti opposte, e la facciamo sortire da tale ferita o strappando o spingendo, facendo attenzione di non dividere nessun nervo, tendine, arteria o altra parte essenziale; perché è disonorevole per noi fare, in tale estrazione, un guasto più grande della stessa freccia.»
(Paolo di Egina, capitolo LXXXVIII del libro sesto del "De re medica")

### La critica di Daremberg
Il medico Charles Victor Daremberg, eminente storico della medicina, critica aspramente l'opera del chirurgo bizantino. Egli asserisce che: 
(Charles Victor Daremberg, La medicine. Historie et doctrines; Paul d'Egine et les compilateurs, Bailliere et fils, Parigi 1865, pagg. 99-122)
 Ed ancora, nel trentasettesimo capitolo del libro sesto del suo "Trattato di medicina", fatta eccezione per l'esordio palesemente tratto da Galeno, riassume Antillo. Daremberg conclude la sua analisi dell'opera dell'eginate affermando che: 
(Charles Victor Daremberg, La medicine. Historie et doctrines; Paul d'Egine et les compilateurs, Bailliere et fils, Parigi 1865. Conclusione)

## Bibliografia

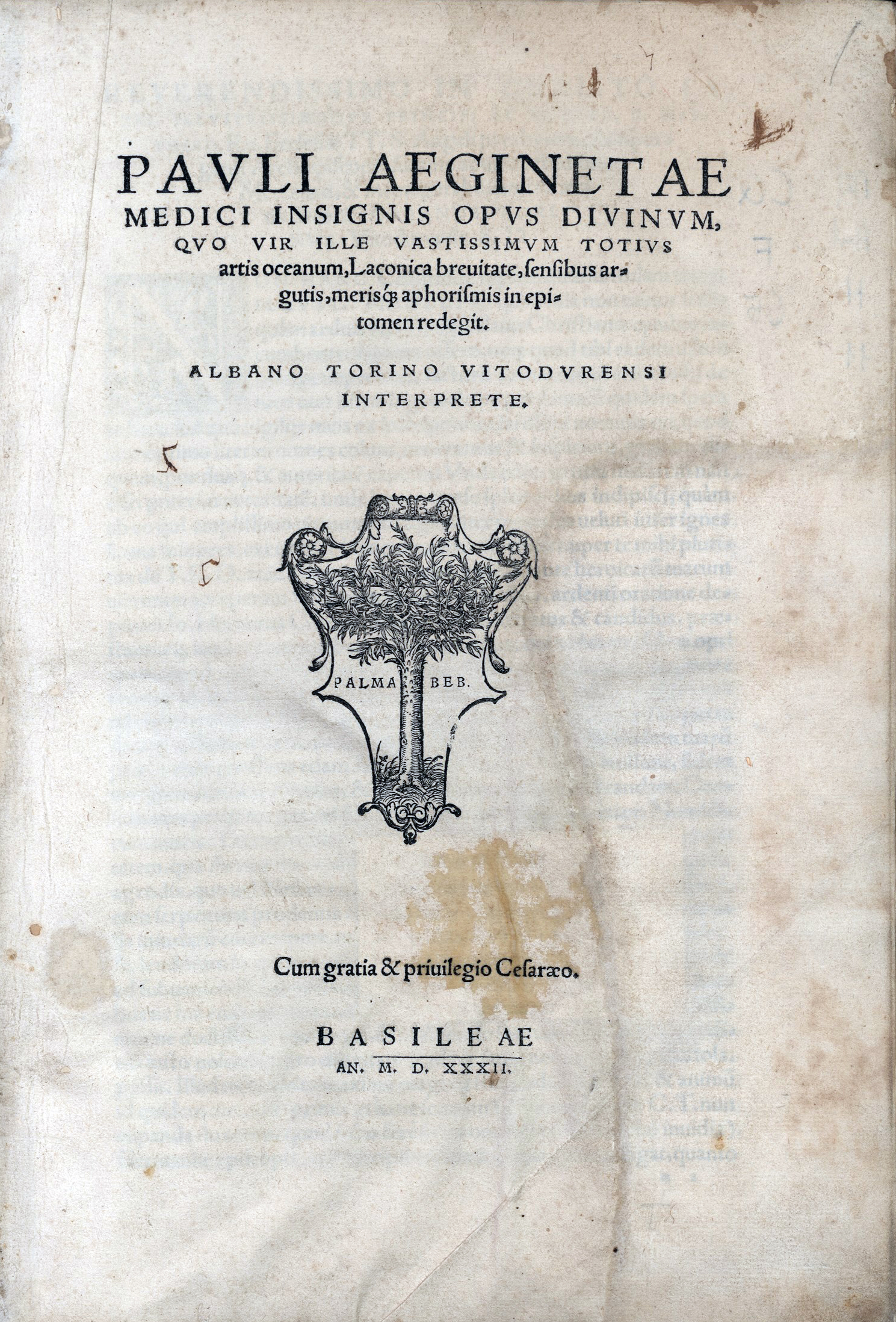
Opus divinum, 1532